# Persone di nome Vladimir/Calciatori
| Questa pagina contiene informazioni ricavate automaticamente dalle voci biografiche con l'ausilio del template Bio e di un bot. L'aggiornamento è periodico e automatico e ricostruisce completamente la pagina. Se manca una persona in questa lista, sei pregato di non aggiungerla, ma accertati piuttosto che la sua voce biografica contenga il template Bio e che i dati anagrafici siano correttamente compilati. Se il template Bio manca, inseriscilo tu stesso o, in alternativa, metti l'avviso {{tmp\|Bio}} che ne segnala la mancanza. Se i dati riportati sono sbagliati, correggi direttamente la voce biografica; le modifiche saranno visibili in questa lista entro pochi giorni. Per chiarimenti vedi il progetto antroponimi. La lista contiene solo le 114 persone che sono citate nell'enciclopedia e per le quali è stato implementato correttamente il template Bio. Pagina aggiornata al 22 lug 2025. |

Questa è una lista di persone presenti nell'enciclopedia che hanno il nome Vladimir e sono calciatori.

## A(5)
- Vladimir Agapov, calciatore e allenatore di calcio sovietico (Mosca, n. 1933 - Mosca, † 2024)
- Vladimir Akhalaia, ex calciatore georgiano (Tbilisi, n. 1982)
- Vladimir Ambros, calciatore moldavo (Chișinău, n. 1993)
- Vladimir Astapovskij, calciatore sovietico (Brjansk, n. 1946 - Mosca, † 2012)
- Vladimir Avilov, calciatore estone (Maardu, n. 1995)

## B(14)
- Vladimir Bajić, calciatore serbo (Novi Sad, n. 1987)
- Vladimir Balić, ex calciatore croato (Vinkovci, n. 1970)
- Vladimir Balluku, ex calciatore albanese (Tirana, n. 1951)
- Vladimir Barkaja, calciatore sovietico (Gagra, n. 1937 - Tbilisi, † 2022)
- Vladimir Basalaev, calciatore sovietico (Kursk, n. 1945 - Mosca, † 2019)
- Vladimir Beara, calciatore e allenatore di calcio jugoslavo (Zelovo, n. 1928 - Spalato, † 2014)
- Vladimir Beljaev, calciatore sovietico (Nal'čik, n. 1933 - † 2001)
- Vladimir Bogdanović, ex calciatore serbo (Kraljevo, n. 1986)
- Vladimir Boljević, calciatore montenegrino (Podgorica, n. 1988)
- Vladimir Božović, ex calciatore montenegrino (Peć, n. 1981)
- Vladimir Branković, ex calciatore serbo (Belgrado, n. 1985)
- Vladimir Broun, calciatore israeliano (Tashkent, n. 1989)
- Vladimir Bubanja, calciatore serbo (Kragujevac, n. 1989)
- Vladimir But, ex calciatore russo (Novorossijsk, n. 1977)

## C(4)
- Vladimir Orlando Cardoso de Araújo Filho, calciatore brasiliano (Ipiaú, n. 1989)
- Vladimir Castellón, calciatore boliviano (Cochabamba, n. 1989)
- Vladimir Chertkov, ex calciatore kirghiso (n. 1975)
- Vladimir Chubulov, calciatore russo (Vladikavkaz, n. 2001)

## D(6)
- Vladimir Dimitrovski, ex calciatore macedone (Skopje, n. 1988)
- Vladimir Dišljenković, ex calciatore serbo (Belgrado, n. 1981)
- Vladimir Djadjun, ex calciatore russo (Omsk, n. 1988)
- Vladimir Durković, calciatore jugoslavo (Gjakova, n. 1937 - Sion, † 1972)
- Vladimir Dëmin, calciatore e allenatore di calcio sovietico (Alëškino, n. 1921 - Mosca, † 1966)
- Vladimir Quesada, ex calciatore costaricano (San José, n. 1966)

## E(1)
- Vladimir Erokhin, calciatore sovietico (n. 1930 - † 1996)

## F(2)
- Vladimir Fëdorov, calciatore sovietico (Regione di Tashkent, n. 1956 - Dniprodzeržyns'k, † 1979)
- Vladimir Firm, calciatore jugoslavo (Zagabria, n. 1923 - Zagabria, † 1996)

## G(10)
- Vladimir Gadžev, ex calciatore bulgaro (Velingrad, n. 1987)
- Vladimir Gaidamașciuc, ex calciatore moldavo (Bălți, n. 1971)
- Vladimir Geraščenko, ex calciatore russo (n. 1968)
- Vladimir Ghinaitis, calciatore moldavo (n. 1995)
- Vladimir Glotov, calciatore sovietico (El'ton, n. 1937 - † 1981)
- Vladimir Gluščević, ex calciatore montenegrino (Cattaro, n. 1979)
- Vladimir Golemić, calciatore serbo (Kruševac, n. 1991)
- Vladimir Golubev, calciatore e allenatore di calcio sovietico (Leningrado, n. 1950 - † 2022)
- Vladimir Granat, ex calciatore russo (Ulan-Udė, n. 1987)
- Vladimir Grečnëv, ex calciatore russo (n. 1964)

## H(1)
- Vladimir Hernández, calciatore colombiano (Arauca, n. 1989)

## I(3)
- Vladimir Il'in, calciatore sovietico (Kolomna, n. 1928 - Mosca, † 2009)
- Vladimir Il'in, calciatore russo (San Pietroburgo, n. 1992)
- Vladimir Ivanov Ivanov, ex calciatore bulgaro (Sofia, n. 1973)

## J(4)
- Vladimir Jašić, ex calciatore serbo (Čačak, n. 1984)
- Vladimir Jovančić, ex calciatore bosniaco (Sarajevo, n. 1987)
- Vladimir Jovović, calciatore montenegrino (Nikšić, n. 1994)
- Vladimir Jugović, ex calciatore serbo (Trstenik, n. 1969)

## K(14)
- Vladimir Kabachidze, calciatore russo (Krasnodar, n. 1999)
- Vladimir Kesarev, calciatore e allenatore di calcio sovietico (Mosca, n. 1930 - Mosca, † 2015)
- Vladimir Chozin, calciatore russo (Rostov sul Don, n. 1989)
- Vladimir Kisenkov, ex calciatore russo (Kaluga, n. 1981)
- Vladimir Klement'ev, ex calciatore russo (Leningrado, n. 1956)
- Vladimir Kokol, ex calciatore sloveno (Maribor, n. 1972)
- Vladimir Koman, ex calciatore ucraino (Užhorod, n. 1989)
- Vladimir Kovačević, calciatore serbo (Odžaci, n. 1992)
- Vladica Kovačević, calciatore e allenatore di calcio jugoslavo (Ivanjica, n. 1940 - Belgrado, † 2016)
- Vladimir Kozak, calciatore uzbeko (Turakurgan, n. 1993)
- Vladimir Vladimirovič Kozlov, ex calciatore sovietico (Mosca, n. 1946)
- Vladimir Kragić, calciatore jugoslavo (Spalato, n. 1910 - Spalato, † 1975)
- Vladimir Kulik, ex calciatore russo (Leningrado, n. 1972)
- Volodymyr Kulyk, ex calciatore e allenatore di calcio ucraino (Černihiv, n. 1969)

## L(4)
- Vladimir Laš, calciatore russo (Mosca, n. 1895 - † 1947)
- Vladimir Lebed', ex calciatore ucraino (Cherson, n. 1973)
- Vladimir Loroña, calciatore messicano (Caborca, n. 1998)
- Vladimir Lučić, calciatore serbo (Belgrado, n. 2002)

## M(6)
- Vladimir Margania, calciatore sovietico (Dranda, n. 1928 - Azjubža, † 1958)
- Vladimir Marín, ex calciatore colombiano (Rionegro, n. 1979)
- Vladimir Markov, calciatore russo (San Pietroburgo, n. 1889 - Leningrado, † 1942)
- Vladimir Matijević, calciatore jugoslavo (Mostar, n. 1957 - † 2015)
- Vladimir Mišin, calciatore russo (n. 1888 - † 1942)
- Vladimir Moskvičëv, calciatore russo (Mosca, n. 2000)

## N(3)
- Vladimir Nazarov, calciatore uzbeko (Tashkent, n. 2002)
- Vladimir Nikanorov, calciatore e hockeista su ghiaccio sovietico (Mosca, n. 1917 - Mosca, † 1980)
- Vladimir Nikolov, calciatore bulgaro (Sofia, n. 2001)

## O(1)
- Vladimir Obuchov, calciatore russo (Bukhara, n. 1992)

## P(8)
- Vladimir Petrović, ex calciatore croato (Teslić, n. 1972)
- Vladimir Pil'guj, ex calciatore sovietico (Dnipropetrovs'k, n. 1948)
- Vladimir Pisarskij, calciatore ucraino (Sinferopoli, n. 1996)
- Vladimir Polikarpov, calciatore sovietico (Mosca, n. 1943 - Mosca, † 1994)
- Vladimir Polujachtov, ex calciatore russo (Krasavino, n. 1989)
- Vladimir Ponomarëv, ex calciatore sovietico (Mosca, n. 1940)
- Vladimir Poşexontsev, ex calciatore azero (n. 1967)
- Vladimir Proskurin, calciatore e allenatore di calcio sovietico (Voronež, n. 1945 - † 2020)

## R(3)
- Vladimir Rassulov, ex calciatore moldavo (n. 1992)
- Vladimir Rodić, calciatore serbo (Belgrado, n. 1993)
- Vladimir Ryžkin, calciatore sovietico (Mosca, n. 1930 - † 2011)

## S(11)
- Vladimir Sacharov, ex calciatore sovietico (Palatka, n. 1948)
- Vladimir Sal'kov, calciatore e allenatore di calcio sovietico (Stalino, n. 1937 - † 2020)
- Vladimir Saraev, calciatore sovietico (Mosca, n. 1936 - Mosca, † 2010)
- Vladimir Schönauer, calciatore jugoslavo (Spalato, n. 1930 - Spalato, † 2013)
- Vladimir Screciu, calciatore rumeno (Craiova, n. 2000)
- Vladimir Shishelov, ex calciatore uzbeko (Apšeronsk, n. 1979)
- Vladimir Silađi, calciatore serbo (Novi Sad, n. 1993)
- Vladimir Sobolev, ex calciatore russo (Gukovo, n. 1991)
- Vladimir Soria, ex calciatore boliviano (Cochabamba, n. 1964)
- Vladimir Stojković, calciatore serbo (Loznica, n. 1983)
- Vladimir Sučilin, calciatore sovietico (Kol'čugino, n. 1950 - † 2014)

## T(1)
- Vladimiro Tarnawsky, ex calciatore sovietico (Kiev, n. 1939)

## V(6)
- Vladimir Vasilj, ex calciatore croato (Hannover, n. 1975)
- Vladimir Vinek, calciatore jugoslavo (Kašina, n. 1901 - Lepoglava, † 1945)
- Vladimir Vlasenko, calciatore russo (San Pietroburgo, n. 1881)
- Vladimir Volkov, ex calciatore serbo (Belgrado, n. 1986)
- Vladimir Voskoboinikov, ex calciatore estone (Tallinn, n. 1983)
- Vladimir Vujović, ex calciatore e allenatore di calcio montenegrino (Budua, n. 1982)

## Z(3)
- Vladimir Zafirov, calciatore bulgaro (Sliven, n. 1983)
- Vladimir Zjablikov, calciatore sovietico (Troick, n. 1925 - Cecoslovacchia, † 1955)
- Vladimir Zubarev, ex calciatore russo (Volgograd, n. 1993)

## Č(1)
- Vladimir Čonč, calciatore jugoslavo (Zagabria, n. 1928 - Zagabria, † 2012)

## Đ(1)
- Vladimir Đilas, calciatore serbo (Belgrado, n. 1983)

## Š(2)
- Vladimir Šabrov, calciatore sovietico (Mosca, n. 1930 - Mosca, † 1990)
- Vladimir Ščerbakov, calciatore sovietico (Mosca, n. 1945 - Mosca, † 1993)